# Pholidota roseans
Pholidota roseans är en orkidéart som beskrevs av Rudolf Schlechter. Pholidota roseans ingår i släktet Pholidota och familjen orkidéer. Inga underarter finns listade i Catalogue of Life.